# Cupid Making His Bow
Cupid Making His Bow (Português: Cupido Fazendo Seu Arco) é uma pintura da Renascença feita pelo artista Parmigianino feita aproximadamente entre os anos de 1533 e 1535. Ela está localizada no Museu de História da Arte em Viena na Áustria.

## História
A pintura foi encontrada no invetário de Francesco Baiardo em Parma, que foi um amigo e patrão de Parmigianino. Giorgio Vasari, um biógrafo da Renascença afirmou que Baiardo havia encomendado a pintura.
A pintura foi herdada por Marcantonio Cavalca e posteriormente para Antonio Pérez, secretário de estado de Felipe II da Espanha, que trouxe a pintura consigo para Espanha. Em 1579 Pérez caiu em desgraça e foi forçado a vender a pintura para o embaixador do emperador Rodolfo II. De qualquer forma foi barrado pela coroa Espanhola, e só poderia ser vendido junto com as obras de Correggio, Jupiter and Io e Ganymede Abducted by the Eagle, em 1603. A pintura foi transferida Schatzkammer de Viena em 1631.
Um esboço da cabeça do Cupido datado de 1662, está no Gabinete dos Desenhos do Louvre. A obra é frequentemente copiada e usada como modelo por inúmeros artistas. Há copias feitas por Joseph Heintz e Rubens na Alte Pinakothek em Munique.